# Női műugró-csapatverseny a 2013-as nyári universiadén
A női műugrók csapatversenye a 2013. évi XXVII. nyári universiade keretein belül.

## Eredmények
| #  | Ország (csapattagok) | Döntő   | Döntő   |
| #  | Ország (csapattagok) | Pontok  | Rangsor |
| -- | --- | ------- | ------- |
|    | Kína (CHN) ( Csen Je, Csen Ni, Csia Tung-csin, Vang Li-ting, Hszia Jü-hua, Cseng Suang-hszüe )                                                     | 2437,97 | 1       |
|    | Amerikai Egyesült Államok (USA) ( Loren Figueroa, Meghan Houston, Sarah McCrady, Samantha Pickens, Laura Ryan, Mackenzie Tweardy, Katrina Young )  | 2109,91 | 2       |
|    | Mexikó (MEX) ( Arantxa Chávez, Marisa Daniela Diaz Prieto, Paola Milagros Espinosa )                                                               | 2095,97 | 3       |
| 4  | Oroszország (RUS) ( Nagyezsda Bazsina, Diana Csaplieva, Atalja Goncsarova, Julija Koltunova, Szvetlana Filippova, Jelina Ridel, Marija Szmirnova ) | 1930,07 | 4       |
| 5  | Ausztrália (AUS) ( Jocelyn Burnett, Samantha Mills, Fan Esther Qin, Hannah Thek )                                                                  | 1549,00 | 5       |
| 6  | Malajzia (MAS) ( Jasmine Lai Pui Yee, Kam Ling Kar, Tukiet Traisy Vivien Anak )                                                                    | 1152,57 | 6       |
| 7  | Finnország (FIN) ( Taina Karvonen, Iira Laatunen )                                                                                                 | 1083,08 | 7       |
| 8  | Németország (GER) ( Felicitas Lenz ) | 523,30  | 8       |
| 9  | Brazília (BRA) ( Natali Cruz, Nicoli Cruz ) | 495,81  | 9       |
| 10 | Makaó (MAC) ( Choi Sut Ian ) | 475,15  | 10      |
| 11 | Dél-Korea (KOR) ( Kim Nami ) | 473,35  | 11      |
| 12 | Spanyolország (ESP) ( Jennifer Benitez Benitez )                                                                                                   | 470,40  | 12      |
| 13 | Izrael (ISR) ( Cassidy Kahn ) | 415,40  | 13      |
| 14 | Norvégia (NOR) ( Ann-Cathrin Løland ) | 342,65  | 14      |
| 15 | India (IND) ( Divya Theja Nammi, Sushmeeta Suhas Vasta )                                                                                           | 267,75  | 15      |
| 16 | Franciaország (FRA) ( Fanny Bouvet ) | 227,05  | 16      |
| 17 | Lengyelország (POL) ( Patrycja Pyrżak ) | 211,30  | 17      |
| 18 | Lettország (LAT) ( Madara Komarovska ) | 101,00  | 18      |